# Danel Elezkano
Danel Elezkano Bilbao, llamado Elezkano II, nacido en Zarátamo (Vizcaya) el 9 de abril de 1994, es un pelotari español de pelota vasca en la modalidad de mano, juega en la posición de delantero. Su hermano, Ander Elezkano (Elezkano I), es un destacado pelotari en aficionados.

## Palmarés
- Campeón del Campeonato de Parejas, 2019

## Finales del Campeonato de Parejas
| Año  | Campeones              | Subcampeones          | Tanteo | Frontón |
| ---- | ---------------------- | --------------------- | ------ | ------- |
| 2018 | Ezkurdia - Zabaleta    | Elezkano II - Rezusta | 22-9   | Bizkaia |
| 2019 | Elezkano II - Rezusta  | Irribarria - Zabaleta | 22-19  | Bizkaia |
| 2021 | Elezkano II - Zabaleta | Peña II - Albisu      | 22-7   | Bizkaia |

## Final del Campeonato Manomanista de 2.ª categoría
| Año  | Campeón | Subcampeón  | Tanteo | Frontón |
| ---- | ------- | ----------- | ------ | ------- |
| 2013 | Untoria | Elezkano II | 22-15  | Labrit  |